# Orzeł Warszawa

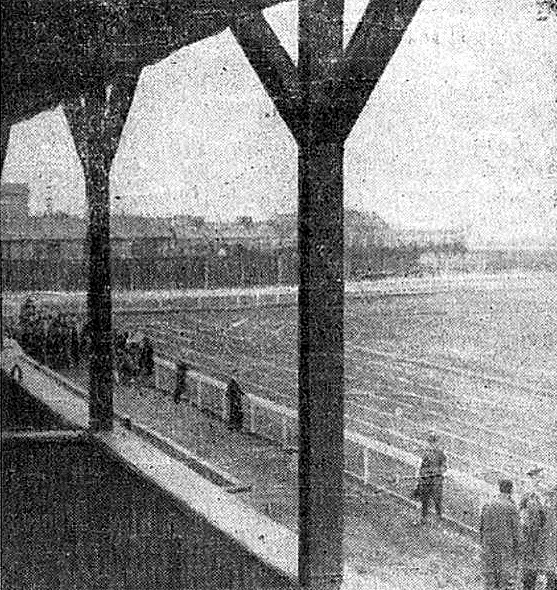
Stadion KS Orzeł (1928)

Klub Sportowy „Orzeł” Warszawa im. Józefa Piłsudskiego – warszawski klub sportowy założony w 1922 r. 
Obiekty klubu są zlokalizowane w okolicach ulic Siennickiej, Dwernickiego, Podskarbińskiej, Mińskiej i na warszawskiej Pradze-Południe. Według systematyki MSI, klub znajduje się na terenie dwóch osiedli - Kamionka (tor kolarski i hala sztuk walki) i Grochowa (administracja, stadion lekkoatletyczny i korty tenisowe). 

## Opis
Klub prowadzi zajęcia sekcji: lekkoatletycznych i tenisa. W 2006 r. odbył się generalny remont stadionu lekkoatletycznego (jest to obecnie jeden z najnowocześniejszych obiektów tego typu w Polsce) z wykonaniem infrastruktury, trybun itd. Do remontu i zagospodarowania pozostają obiekty toru kolarskiego (obecnie w bardzo złym stanie - nie nadaje się do użytku) oraz związane z nimi budynki (w tym sale sportów walki). Ten ostatni obiekt, projektu Macieja Nowickiego, do połowy 2019 był wynajmowany przez Kościół Chrześcijański "Słowo Życia".
Właścicielem obiektów jest samorząd terytorialny, który przez lata toczył spór o majątek z klubem. Po zakończeniu sporu obiektem tymczasowo zarządzał Zakład Gospodarowania Nieruchomościami.

## Inne informacje
- 19 września 2007 na obiektach KS Orzeł odbył się mityng lekkoatletyczny „Pedro's Cup“. Na trybunach imprezę oglądało blisko 10 tysięcy widzów, a na stadionie można było m.in. oglądać Jamajczyka Asafę Powella (ówczesnego rekordzistę świata na dystansie 100 m - 9,74 s), który startował w biegu na 100 m. Ustanowiono nagrodę w wysokości 100 tysięcy dolarów, która miała być wypłacona, jeśli podczas zawodów zostanie pokonany lub wyrównany wynik rekordu świata. Rekordu nie odnotowano (zwycięzca - Asafa Powell - uzyskał 10,02 s).

- W siedzibie Klubu, w gabinecie prezesa zarządu, nagrane zostały niektóre sceny do filmu Miś w reżyserii Stanisława Barei. W gabinecie zachowały się oryginalne meble gdańskie z szafą do której trener II klasy Wacław Jarząbek wychwalając cnoty prezesa Klubu Sportowego „Tęcza” Ryszarda Ochódzkiego wyśpiewał: ... łubu dubu łubu dubu niech nam żyje Prezes naszego klubu ...[4]. W 2019 szafa została sprzedana na licytacji. Jej nowym właścicielem stało się nieodległe Centrum Promocji Kultury w Dzielnicy Praga-Południe[5].